# نوريو سوزوكي (لاعب غولف)
نوريو سوزوكي (باليابانية: 鈴木規夫؛ بالكانا: すずき のりお) هو لاعب غولف ياباني، ولد في 12 أكتوبر 1951 في ساكايدي في اليابان.

## وصلات خارجية
- نوريو سوزوكي على موقع رابطة اليابان للاعبي الغولف المحترفين (الإنجليزية)